# Jesús de Monasterio
Jesús de Monasterio (ur. 21 marca 1836 w Potes, zm. 28 września 1903 tamże) – hiszpański kompozytor i skrzypek.

## Życiorys
Był cudownym dzieckiem. Lekcje gry na skrzypcach pobierał od swojego ojca. W 1843 roku wystąpił przed królową Izabelą II, która objęła go mecenatem. Po serii koncertów w Hiszpanii wyjechał w 1851 roku do Brukseli, gdzie podjął studia w tamtejszym konserwatorium u Charles’a Auguste’a de Bériota. Po powrocie do Hiszpanii w 1854 roku otrzymał honorowy tytuł skrzypka orkiestry królewskiej. Od 1857 roku uczył gry na skrzypcach w konserwatorium w Madrycie, od 1894 do 1897 roku był dyrektorem tej uczelni. Aktywnie uczestniczył w życiu muzycznym Madrytu jako dyrygent i organizator koncertów. W latach 1869–1876 dyrygował Sociedad de conciertos. Propagował muzykę instrumentalną w zdominowanej ówcześnie przez włoską operę i rodzimą zarzuelę Hiszpanii.
Skomponował liczne utwory instrumentalne, z których wielką popularność zdobyła sobie kompozycja Adiós a la Alhambra na skrzypce i fortepian.